# Гидо, Хосе Мария
Хосе́ Мари́я Ги́до (исп. José María Guido; 29 августа 1910, Буэнос-Айрес — 13 июня 1975, Буэнос-Айрес) — аргентинский юрист и политик, который исполнял обязанности президента Аргентины после военного переворота 29 марта 1962 года до 12 октября 1963 года.

## Политический путь
В 1958 году был избран в сенат от провинции Рио-Негро, представлял Гражданский радикальный союз непримиримых. Был избран временным президентом сената и стал первым претендентом на пост президента Аргентины после отставки вице-президента Алеханро Гомеса. В результате переворота военные сместили Артуро Фрондиси с поста президента, но были вынуждены признать в качестве преемника Гидо, право которого поддержал Верховный суд. Гидо оказался единственным гражданским лицом, наделённым властью в Аргентине после переворота.
По указанию Гидо конгресс аннулировал результаты выборов 1962 года и отстранил от политики перонистов. Период его правления наполнен кровопролитными стычками различных военных группировок, что в итоге привело в 1963 году к восстанию ВМФ, подавленного властями. В том же году были проведены президентские выборы, на которых победил Артуро Умберто Ильиа.